# Gabriel Chaves
Gabriel „Gabby” Chaves (ur. 7 lipca 1993 roku) – kolumbijski kierowca wyścigowy.

## Życiorys

### Początki kariery
Gabby karierę rozpoczął w roku 2004, od startów w kartingu. W sezonie 2006 zadebiutował w Nordyckiej Formule Renault. Zmagania w niej ukończył na 9. miejscu. W kolejnych dwóch latach startował w mistrzostwach Skip Barber, zdobywając odpowiednio tytuł wicemistrzowski i mistrzowski. W roku 2008 był również czwartym zawodnikiem Pacyfickiej Formuły BMW. Rok później sięgnął po tytuł mistrzowski w amerykańskim odpowiedniku tej serii (startował wówczas w ekipie EuroInternational).

### Formuła 3
W sezonie 2010 ponownie nawiązał współpracę z EuroInternational, tym razem jednak we Włoskiej Formule 3. Największym sukcesem Amerykanina było zdobycie pole position na niemieckim torze Hockenheim. Nie stanął jednak ani razu na podium. Ostatecznie zmagania zakończył na 10. pozycji.

### Seria GP3
Na sezon 2011 Gabriel podpisał kontrakt z hiszpańską stajnią Barwa Addax Team. Po punkty udało mu się sięgnąć trzykrotnie, na hiszpańskich torach pod Barceloną oraz w Walencji. Zdobyte punkty pozwoliły mu zająć 19. miejsce w klasyfikacji generalnej.

## Wyniki

### GP3
| Legenda oznaczeń w tabelach wyników Wyświetl szablon na nowej stronie | Legenda oznaczeń w tabelach wyników Wyświetl szablon na nowej stronie                                                                     |
| Oznaczenie                                                            | Wyjaśnienie |
| --------------------------------------------------------------------- | --- |
| Złoty                                                                 | Zwycięzca lub mistrzostwo |
| Srebrny                                                               | 2. miejsce lub wicemistrzostwo |
| Brązowy                                                               | 3. miejsce lub II wicemistrzostwo |
| Zielony                                                               | Ukończył, punktował (w klasyfikacji generalnej, gdy zdobył co najmniej jeden punkt na przestrzeni sezonu, poza trzema powyższymi opcjami) |
| Niebieski                                                             | Ukończył, nie punktował (w klasyfikacji generalnej, gdy nie zdobył co najmniej jednego punktu na przestrzeni sezonu)                      |
| Czerwony                                                              | Nie zakwalifikował się (NZ) |
| Czerwony                                                              | Nie prekwalifikował się (NPK) |
| Różowy                                                                | Nie ukończył (NU) |
| Różowy                                                                | Niesklasyfikowany (NS) (w klasyfikacji generalnej, gdy nie został sklasyfikowany w żadnym wyścigu sezonu)                                 |
| Czarny                                                                | Zdyskwalifikowany (DK) |
| Czarny                                                                | Wykluczony (WYK/EX) |
| Biały                                                                 | Nie wystartował (NW) |
| Biały                                                                 | Kontuzjowany (K/INJ) |
| Biały                                                                 | Wyścig odwołany (OD/C) |
| Bez koloru                                                            | Został wycofany (WYC/WD) |
| Bez koloru                                                            | Nie przybył (NP/DNA) |
| Bez koloru                                                            | Nie brał udziału w treningach (NT/DNP) |
| Bez koloru                                                            | Nie został zgłoszony (–) |
| Pogrubienie                                                           | Start z pole position |
| Kursywa                                                               | Najszybsze okrążenie wyścigu |
| †                                                                     | Nie ukończył, ale jego rezultat został zaliczony ze względu na przejechanie więcej niż 90% dystansu wyścigu.                              |
| *                                                                     | Sezon w trakcie |
| 1/2/3                                                                 | Punktowana pozycja w sprincie kwalifikacyjnym                                                                                             |
| Lista systemów punktacji Formuły 1                                    | |

| Rok  | Zespół     | Wyniki w poszczególnych eliminacjach | Wyniki w poszczególnych eliminacjach | Wyniki w poszczególnych eliminacjach | Wyniki w poszczególnych eliminacjach | Wyniki w poszczególnych eliminacjach | Wyniki w poszczególnych eliminacjach | Wyniki w poszczególnych eliminacjach | Wyniki w poszczególnych eliminacjach | Wyniki w poszczególnych eliminacjach | Wyniki w poszczególnych eliminacjach | Wyniki w poszczególnych eliminacjach | Wyniki w poszczególnych eliminacjach | Wyniki w poszczególnych eliminacjach | Wyniki w poszczególnych eliminacjach | Wyniki w poszczególnych eliminacjach | Wyniki w poszczególnych eliminacjach | Punkty | Pozycja |
| ---- | ---------- | ------------------------------------ | ------------------------------------ | ------------------------------------ | ------------------------------------ | ------------------------------------ | ------------------------------------ | ------------------------------------ | ------------------------------------ | ------------------------------------ | ------------------------------------ | ------------------------------------ | ------------------------------------ | ------------------------------------ | ------------------------------------ | ------------------------------------ | ------------------------------------ | ------ | ------- |
| 2011 | Addax Team | TUR                                  | TUR                                  | ESP                                  | ESP                                  | VAL                                  | VAL                                  | GBR                                  | GBR                                  | DEU                                  | DEU                                  | HUN                                  | HUN                                  | BEL                                  | BEL                                  | ITA                                  | ITA                                  | 8      | 19      |
| 2011 | Addax Team | 10                                   | 12                                   | 13                                   | 6                                    | 4                                    | 5                                    | NU                                   | 14                                   | 27†                                  | 17                                   | 23                                   | NU                                   | 16                                   | 16                                   | 17                                   | 7                                    | 8      | 19      |